# فرناندا آلوز
فرناندا آلوز (انگلیسی: Fernanda Alves؛ زادهٔ ۲۹ ژوئن ۱۹۸۵) بازیکن والیبال ساحلی اهل برزیل است.